# Aéroport international de Manas
Pour les articles homonymes, voir FRU.
L'Aéroport international de Manas (code IATA : FRU • code OACI : UCFM) est l'aéroport principal du Kirghizistan, desservant la capitale Bichkek. Il se situe à environ à 25 km au nord ouest de la ville.
Entre 2001 et 2014, il est également le site de la Base aérienne de Manas, base des États-Unis qui sert pour le ravitaillement et le transfert de matériel et de troupes vers l'Afghanistan.
En 2007, 625 500 passagers sont passés par l'aéroport de Manas, soit plus de 20 % de plus que l'année précédente.

## Histoire
L'aéroport fut construit en vue de remplacer l'ancien aéroport de Bichkek qui se situait au sud de la ville. Il fut nommé Manas en hommage à une figure emblématique du pays. Le premier avion à avoir atterri dans l'aéroport fut un avion soviétique, en octobre 1974. La première liaison aérienne de l'aéroport se fit avec l'Aéroport international Domodedovo (Moscou), opéré par la compagnie russe Aeroflot, le 4 mai 1975.
Lorsque le Kirghizistan déclara son indépendance (de l'URSS) en 1991, L'aéroport commença à décliner petit à petit, ne profitant pas d'un entretien suffisant. Une partie de l'aéroport était devenu un cimetière pour avion.
Depuis le conflit avec l'Afghanistan, les États-Unis ont obtenu l'autorisation du gouvernement kirghize d'implanter une base militaire aérienne dans l'aéroport de Manas. En décembre 2001, les forces des États-Unis arrivèrent et l'aéroport dut s'adapter et laisser de la place pour les nouveaux arrivants.
Profitant de l'établissement de la base militaire, l'aéroport fut rénové et agrandi à partir de 2004 pour le remettre aux normes. La base aérienne de Manas fermera fin 2014.
Le 19 février 2014, les gouvernements russe et kirghize ont signé un engagement préliminaire octroyant à la société d’État russe pétrolière Rosneft la gestion de l’aéroport de Manas et la cession de 51 % de sa société d’exploitation kirghize en échange d’un investissement d’un milliard de dollars.

## Situation
| Bichkek Och Jalal-Abad Ysyk-Köl Kazarman Kerben Batken Isfana Narine Karakol |

## Statistiques
Le graphique qui aurait dû être présenté ici ne peut pas être affiché car il utilise l'ancienne extension Graph, désactivée pour des questions de sécurité. Des indications pour créer un nouveau graphique avec la nouvelle extension Chart sont disponibles ici.

Voir la requête brute et les sources sur Wikidata.

## Compagnies et destinations
| Compagnies              | Destinations |
| ----------------------- | --- |
| Aeroflot                | Moscou Chérémétiévo |
| Air Arabia              | Charjah |
| Air Astana              | Almaty, Noursoultan |
| Air Kyrgyzstan          | Och |
| Air Manas               | Tcheliabinsk-Balandino, Istanbul-S. Gökçen, Krasnoïarsk-Iémélianovo, Moscou-Domodédovo, Moscou-Joukovski, Novossibirsk-Tolmatchevo, Och, Perm, Tachkent |
| Avia Traffic Company    | Delhi-Indira Gandhi, Douchanbé, Grozny, Irkoutsk, Jalal-Abad (en), Kazan, Krasnodar-Pashkovsky, Krasnoïarsk-Iémélianovo, Moscou-Domodédovo, Moscou-Joukovski, Novossibirsk-Tolmatchevo, Och, Saint-Pétersbourg-Poulkovo, Sourgout, Voronej (en), Iékaterinbourg-Koltsovo |
| Azimuth                 | Rostov-sur-le-Don/Platov, |
| China Southern Airlines | Ürümqi-Diwopu |
| flydubai                | Dubaï |
| Pegasus Airlines        | Istanbul-S. Gökçen |
| S7 Airlines             | Novossibirsk-Tolmatchevo |
| Qazaq Air               | Almaty |
| Sunday Airlines         | En saison Charter : Phuket |
| TezJet Airlines         | Batken (en), Jalal-Abad (en), Och |
| Turkish Airlines        | Istanbul |
| Ural Airlines           | Moscou-Domodédovo, Moscou-Joukovski, Saint-Pétersbourg-Poulkovo, Iékaterinbourg-Koltsovo |
| Uzbekistan Airways      | Tachkent |

Édité le 18/01/2020

## Incidents et accidents
- 24 août 2008 : le vol 6895 Itek Air, un Boeing 737-200 d'une compagnie kirghize faisant partie de la liste noire des compagnies interdites dans l'Union Européenne, s'écrase près de l'aéroport peu après son décollage. Il y aurait eu 83 passagers à bord, dont l'équipe nationale Kirghize de basket-ball, ainsi que sept membres d'équipage. On compterait 68 victimes[9].